# ديمونتي هاربر
ديمونتي هاربر (بالإنجليزية: Demonte Harper)‏ مواليد 21 يونيو 1989 في ناشفيل، هو لاعب كرة سلة أمريكي. بدأ مسيرته الاحترافية في سنة 2011. يحمل الرقم 22. يبلغ طوله 6 قدم 4 بوصة (1.9 م).

## المسيرة الاحترافية
لعب مع نادي سيبونا لكرة السلة في موسم 2011–2012، ثم لعب مع إري بايهوكس في موسم 2012–2013، ثم لعب مع نيو باسكت برينديزي في الدوري الإيطالي في موسم 2014–2015، ثم لعب مع شارني سووبسك في موسم 2015–2016.

## روابط خارجية
- ديمونتي هاربر على موقع الدوري الأوروبي لكرة السلة (الإنجليزية)
- ديمونتي هاربر على موقع الدوري الإسباني لكرة السلة (الإسبانية)
- ديمونتي هاربر على موقع كرة السلة الأوروبية.كوم (الإنجليزية)
- ديمونتي هاربر على موقع كلية كرة السلة في سبورتس رفرنس.كوم (الإنجليزية)
- ديمونتي هاربر على موقع ريلجم (الإنجليزية)
- ديمونتي هاربر على موقع بروبوليرز (الإنجليزية)
- ديمونتي هاربر على موقع سبورتس رفرنس (الإنجليزية)
- ديمونتي هاربر على موقع سبورتس رفرنس (الإنجليزية)